# ناشفيل بريداتورز
ناشفيل بريداتورز (بالإنجليزية: Nashville Predators)‏ هو فريق هوكي جليد أمريكي محترف يلعب في الشعبة الوسطى من القسم الغربي في دوري الهوكي الوطني (NHL).